# James Kim Ji-seok
James Kim Ji-seok (Sinh 1940; tiếng Hàn:김지석 야고보) là một Giám mục người Hàn Quốc của Giáo hội Công giáo Rôma. Ông nguyên là Giám mục chính tòa Giáo phận Wonju [1993 - 2016] và Phó Chủ tịch Hội đồng Giám mục Hàn Quốc [2008 - 2014]. Trước đó, ông từng giữ vị trí Giám mục Phó Wonju trong thời gian ngắn, từ 1991 đến 1993.

## Tiểu sử
Giám mục James Kim Ji-seok sinh ngày 27 tháng 7 năm 1940, tại Wonju, thuộc Hàn Quốc. Sau quá trình tu học dài hạn tại các cơ sở chủng viện theo quy định của Giáo luật, ngày 29 tháng 6 năm 1968, Phó tế Kim, 28 tuổi, tiến đến việc được truyền chức linh mục. Tân linh mục cũng là thành viên linh mục đoàn Giáo phận Wonju.
Sau 22 năm cử hành các nghi thức mục vụ trên cương vị và quyền hạn của một linh mục, ngày 19 tháng 11 năm 1990, tin tức từ Tòa Thánh loan báo việc Giáo hoàng đã xác nhận việc tuyển chọn linh mục James Kim Ji-seok, 51 tuổi, gia nhập Giám mục đoàn Công giáo Hoàn vũ, với vai trò được trao phó là Giám mục Phó Giáo phận Wonju. Lễ tấn phong cho vị giám mục tân cử được tổ chức sau đó vào ngày 14 tháng 1 năm 1991, với phần nghi thức được cử hành cách trọng thể bởi 3 giáo sĩ cấp cao. Chủ phong cho tân giám mục là Giám mục Daniel Tji Hak Soun, Giám mục chính tòa Wonju. Hai vị còn lại, với vai trò phụ phong, gồm có Hồng y Stephen Kim Sou-hwan, Tổng giám mục Tổng giáo Seoul và Tổng giám mục Ivan Dias, Sứ thần Tòa Thánh tại Hàn Quốc. Tân giám mục chọn cho mình châm ngôn:Semper gaudete / 항상 기뻐하라.
Hơn hai năm được tấn phong, Giám mục Kim kế vị chức vụ Giám mục chính tòa Giáo phận Wonju. Quyết định kế vị này cũng được Tòa Thánh công bố rộng rãi trên các phương tiện vào ngày 12 tháng 3 năm 1993.
Ngoài các chức danh do Tòa Thánh bổ nhiệm, Giám mục Kim còn đóng vai trò là Phó Chủ tịch Hội đồng Giám mục Hàn Quốc, trong khoảng thời gian dài từ năm 2008 đến năm 2014.
Sau thời gian dài 25 năm làm Giám mục trong gióa phận Wonju, Giám mục James Kim Ji-seok xin từ nhiệm vì lí do tuổi tác theo quy định của Giáo luật, và được Tòa Thánh chấp thuận vào ngày 31 tháng 3 năm 2016.